# Tony Trabert
Marion Anthony »Tony« Trabert, ameriški tenisač, * 30. avgust 1930, Cincinnati, ZDA, † 3. februar 2021.
Tony Trabert je v posamični konkurenci po dvakrat osvojil Amatersko prvenstvo Francije, v letih 1954 in 1955, in Nacionalno prvenstvo ZDA, v letih 1953 in 1955, ter leta 1955 Prvenstvo Anglije. Na turnirjih za Prvenstvo Avstralije se je najdlje uvrstil v polfinale leta 1955. V konkurenci moških dvojic je trikrat osvojil Amatersko prvenstvo Francije, po enkrat Nacionalno prvenstvo ZDA in Prvenstvo Avstralije, na turnirjih za Prvenstvo Anglije pa je enkrat zaigral v finalu. Od leta 1955 je sodeloval na profesionalnih turnirjih Pro Slam, kjer je dosegel dve zmagi in se še dvakrat uvrstil v finale. Leta 1954 je bil član zmagovite ameriške reprezentance v Davisovem pokalu. Leta 1970 je bil sprejet v Mednarodni teniški hram slavnih.

## Finali Grand Slamov

### Posamično (5)

#### Zmage (5)
| Leto | Turnir                           | Nasprotnik v finalu | Rezultat finala    |
| 1953 | Nacionalno prvenstvo ZDA         | Vic Seixas          | 6–3, 6–2, 6–3      |
| 1954 | Amatersko prvenstvo Francije     | Arthur Larsen       | 6–4, 7–5, 6–1      |
| 1955 | Amatersko prvenstvo Francije (2) | Sven Davidson       | 2–6, 6–1, 6–4, 6–2 |
| 1955 | Prvenstvo Anglije                | Kurt Nielsen        | 6–3, 7–5, 6–1      |
| 1955 | Nacionalno prvenstvo ZDA (2)     | Ken Rosewall        | 9–7, 6–3, 6–3      |

### Moške dvojice (6)

#### Zmage (5)
| Leto | Turnir                           | Partner      | Nasprotnika v finalu              | Rezultat finala         |
| 1950 | Amatersko prvenstvo Francije     | Bill Talbert | Jaroslav Drobný Eric Sturgess     | 6–2, 1–6, 10–8, 6–2     |
| 1954 | Amatersko prvenstvo Francije (2) | Vic Seixas   | Lew Hoad Ken Rosewall             | 6–4, 6–2, 6–1           |
| 1954 | Nacionalno prvenstvo ZDA         | Vic Seixas   | Lew Hoad Ken Rosewall             | 3–6, 6–4, 8–6, 6–3      |
| 1955 | Prvenstvo Avstralije             | Vic Seixas   | Lew Hoad Ken Rosewall             | 6–3, 6–2, 2–6, 3–6, 6–1 |
| 1955 | Amatersko prvenstvo Francije (3) | Vic Seixas   | Nicola Pietrangeli Orlando Sirola | 6–1, 4–6, 6–2, 6–4      |

#### Porazi (1)
| Leto | Turnir            | Partner    | Nasprotnika v finalu    | Rezultat finala    |
| 1954 | Prvenstvo Anglije | Vic Seixas | Rex Hartwig Mervyn Rose | 4–6, 4–6, 6–3, 4–6 |